# آرایه‌شناسی مردمی

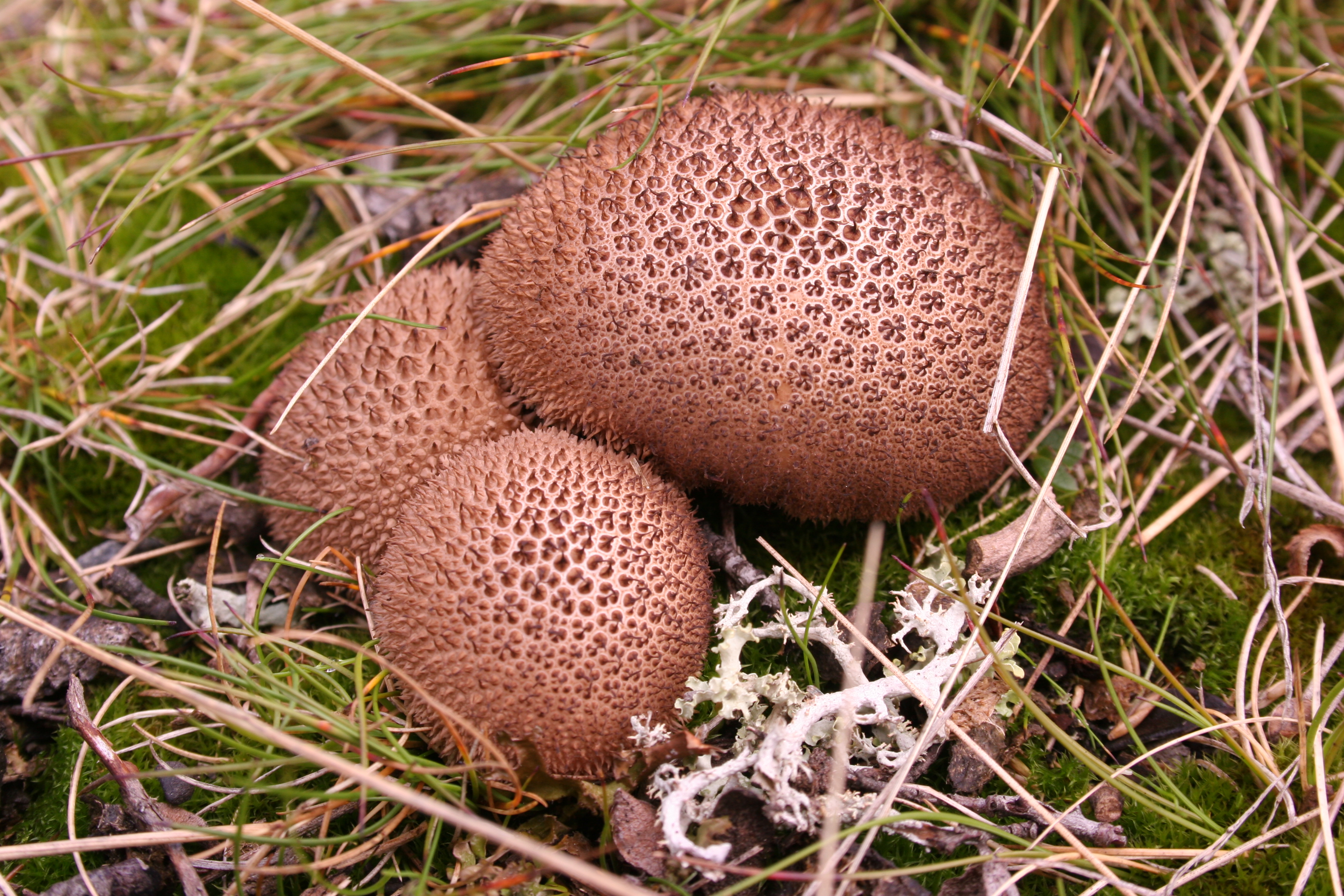
گونهٔ Lycoperdon umbrinum به عنوان پفک قهوه‌ای کهربایی شناخته می‌شود. اصطلاح رده‌بندی عامیانه قارچ پفی معادل علمی مستقیم ندارد و دقیقاً در طبقه‌بندی علمی جای نمی‌گیرد.

آرایه‌شناسی مردمی یا آرایه‌شناسی در فرهنگ مردم (به انگلیسی: Folk taxonomy) یک سیستم نام‌گذاری زبان محلی است که از طبقه‌بندی علمی متمایز است. آرایه‌شناسی زیست‌شناختی مردمی روشی است که مردم به‌طور سنتی جهان پیرامون خود را توصیف و سازماندهی می‌کنند و معمولاً از رده‌بندی شکلی مانند " بوته‌ها "، " حشره‌ها "، " مرغابی"، " ماهی‌ها "، " جلبک‌ها "، " سبزیجات " یا معیارهای اقتصادی مانند جانوران شکار، جانوران باربر، علف‌های هرز و اصطلاحات مشابه.